# Paraense-Transportes-Aéreos-Flug 903
Der Paraense-Transportes-Aéreos-Flug 903 (Flugnummer: QR903) war ein inländischer Linienflug der Paraense Transportes Aéreos von Recife nach Belém mit einem planmäßigen Zwischenstopp in Fortaleza. Am 13. März 1970 wurde dieser Flug mit einer Fairchild-Hiller FH-227B durchgeführt. Im Endanflug auf den Zielflughafen wurde die Maschine kurz vor der Landebahn in die Guajará-Bucht geflogen, wobei 38 der 40 Personen an Bord starben.

## Maschine
Das betroffene Flugzeug war eine 1967 gebaute Fairchild-Hiller FH-227B mit der Modellseriennummer 556. Die Maschine des US-amerikanischen Herstellers Fairchild-Hiller war eine aus einem Lizenzfertigungsvertrag mit Fokker zur Fertigung der Fokker F-27 in Form der baugleichen Fairchild F-27 weiterentwickelte Variante. Die FH-227 besaß im Vergleich zu der Fokker/Fairchild F-27 einen verlängerten Rumpf. Das zweimotorige Kurzstreckenflugzeug war mit 2 Turboprop-Triebwerken des Typs Rolls-Royce Dart ausgestattet.
Die Maschine war nach ihrer Endmontage mit dem Luftfahrzeugkennzeichen N2737R auf den Hersteller zugelassen. Am 19. Januar 1968 wurde sie dann mit dem Kennzeichen PP-BUF an die Paraense Transportes Aéreos ausgeliefert, die sie seither durchgehend nutzte. Das zweimotorige Kurzstreckenflugzeug war mit 2 Turboprop-Triebwerken des Typs Rolls-Royce Dart ausgestattet.

## Unfallhergang
Der Anflug auf den Flughafen Belém-Val-de-Cans-Júlio Cezar Ribeiro wurde bei schlechtem Wetter mit Gewitter und starken Regenfällen ausgeführt. Während des Fluges der letzten Kurve für den Endanflug auf Landebahn 06 bemerkte der Flugkapitän nicht, dass er sich in unzureichender Höhe befand, als eine Tragfläche die Wasseroberfläche streifte. Die Maschine stürzte etwa 800 Meter vor der Landebahnschwelle in die Guajará-Bucht. Ein Besatzungsmitglied und ein Passagier konnten gerettet werden, während alle übrigen 38 Insassen ums Leben kamen.

## Ursache
Als wahrscheinliche Ursache wurde die Fehleinschätzung des Abstandes zwischen der Maschine und der Wasseroberfläche auf Seiten der Flugbesatzung festgestellt. Als beitragender Faktor wurde die Durchführung des Fluges unter schwierigen Wetterbedingungen angegeben.